# Classe Akatsuki (cacciatorpediniere 1931)
La classe Akatsuki (暁型駆逐艦?, Akatsukigata kuchikukan) apparteneva alla Marina imperiale giapponese ed era derivata dalla precedente e innovativa classe Fubuki, nota anche come Tipo speciale (特型?, Tokugata). Si trattava delle ultime quattro unità del rivoluzionario progetto, le quali presentavano dislocamento un poco minore, leggere differenze dimensionali e un apparato propulsivo con tre e non quattro caldaie, oltre ad altre modifiche di dettaglio e a tecniche costruttive differenti. Per il resto rimasero identiche ai predecessori.
Dopo varie missioni lungo le coste e sui fiumi cinesi, la classe fu riunita nella 6ª Divisione ed ebbe un ruolo nei mesi d'apertura e di successi della guerra nel Pacifico, con l'Inazuma che inflisse il colpo di grazia al celebre incrociatore britannico HMS Exeter alla fine della seconda battaglia del Mare di Giava. In giugno la divisione partecipò all'occupazione di Attu e Kiska, quindi fu duramente impegnata nella campagna di Guadalcanal, nel corso della quale il capoclasse Akatsuki fu perduto. I tre superstiti esemplari, già dalla fine del 1942, cominciarono a essere reimpiegati per la difesa di fitti traffici navali e non videro quasi più nessuna azione di superficie. Alla fine del 1943 iniziarono a incrementare la contraerea di bordo, punto debole comune a tutti i cacciatorpediniere della Marina imperiale, ma sia l'Inazuma che l'Ikazuchi furono vittima di sommergibili prima dell'estate 1944, mentre difendevano convogli. L'Hibiki, invece, sopravvisse alla guerra dopo aver resistito all'esplosione di mine navali in due differenti occasioni. Fu ceduto nel 1947 all'Unione Sovietica, che lo mantenne per quasi venti anni in servizio con la Flotta del Pacifico prima di avviarlo alla demolizione.

## Progetto
Tra 1918 e 1922 la Marina imperiale giapponese ordinò i cacciatorpediniere di nuova generazione classe Minekaze, classe Kamikaze e classe Mutsuki, che introdussero inoltre tubi di lancio di 610 mm per controbilanciare gli effetti del trattato navale di Washington del febbraio 1922, il quale poneva un severo limite alla costruzione di navi da battaglia e incrociatori da battaglia. In ottobre iniziò la lunga gestazione della classe Fubuki, che alla fine fu impostata secondo un progetto che richiedeva un dislocamento standard di 1 778 tonnellate, un'alta velocità massima, un armamento su sei cannoni da 127 mm di recente ideazione e un totale di nove tubi lanciasiluri. Il progetto fu approvato nel 1926 ma già erano stati inoltrati i primi ordini. Pertanto successive rivisitazioni fecero sì che i Fubuki si potessero suddividere in due gruppi da dieci unità l'uno, che differivano riguardo ai fumaioli, alle prese d'aria per l'apparato motore, alla torre di comando e ai tipi di torretta. Le ultime quattro delle ventiquattro navi modello Fubuki – cosiddetto gruppo III – oltre a integrare tali cambiamenti, montarono nuove caldaie, tanto che il loro numero poté essere diminuito da quattro a tre. Ciò portò, inoltre, a una riduzione della larghezza del fumaiolo anteriore, che divenne la distinzione visiva primaria per non confondere la classe Fubuki con il gruppo III, e a leggere ricalibrature delle dimensioni. Esso, infine, integrò una torre di comando e una plancia ancora più massicce e svettanti allo scopo di fornire strutture adeguate all'alloggiamento di moderni sistemi di controllo del fuoco. Il gruppo III fu pertanto organizzato nell'indipendente classe Akatsuki.

## Caratteristiche generali

### Scafo e dotazioni
I cacciatorpediniere tipo Akatsuki presentavano una lunghezza tra le perpendicolari di 106,68 metri, alla linea di galleggiamento di 113,30 metri e una lunghezza fuori tutto di 118,57 metri; la larghezza massima dello scafo era rimasta di 10,36 metri e il pescaggio era invece cresciuto a 3,35 metri. Il dislocamento standard richiesto alla classe Fubuki era di 1778 tonnellate, ma l'utilizzo di tecniche costruttive moderne e l'accorgimento, adottato ovunque possibile, di contenere i pesi, lo ridusse a 1707 tonnellate standard: comunque durante le prove in mare fu calcolato un dislocamento di circa 1980 tonnellate. Al momento dell'entrata in servizio ogni nave aveva un equipaggio di 197 tra ufficiali, sottufficiali e marinai.
Lo scafo era abbastanza spazioso da poter ospitare vicino ai fumaioli tre lance di salvataggio in fasciame, due sul lato di destra e una sul lato di babordo: ciascuna era appesa a un proprio argano. Le alberature consistevano in un albero prodiero tripode, sito dietro la torre di comando, e in un albero di maestra a palo singolo che si elevava a poppavia. Al centro dello scafo, immediatamente dietro il secondo fumaiolo, era stata inchiavardata una piattaforma circolare ospitante un proiettore da ricerca da 90 cm.

### Impianti propulsivi
L'apparato motore degli Akatsuki era stato dotato di un nuovo modello della caldaia Kampon in uso nella Marina imperiale, più grande e operante a una maggiore pressione rispetto a quelle usate sui Fubuki (286 psi). Dunque si componeva di solo tre caldaie Kampon e due turbine a ingranaggi a vapore Kampon, cui erano vincolati due alberi motore dotati di elica. I macchinari erano sistemati in senso longitudinale con una caldaia in testa, le altre due affiancate al centro e infine, sempre una di fianco all'altra, le turbine. Il complesso propulsore era aerato da grandi condutture integrate nel basamento dei fumaioli squadrati, dei quali quello anteriore, siccome serviva una sola caldaia, era stato assottigliato. La potenza totale erogata si mantenne a 50000 shp, sufficiente a raggiungere una velocità massima di 38 nodi o 72,2 km/h quando la nave era a carico standard. Le prestazioni si rivelarono un poco inferiori rispetto alla specifica di 39 nodi e anzi diminuirono ulteriormente quando furono effettuati collaudi in mare con stazza a pieno carico. Le dimensioni degli Akatsuki consentivano di tenere a bordo una congrua scorta di 475 tonnellate di olio combustibile, sufficiente a garantire un'autonomia di 5000 miglia con velocità di crociera a 14 nodi (9200 chilometri a 26,6 km/h).

### Armamento

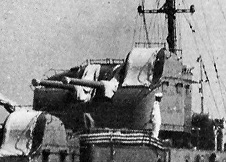
La torretta Type B con due cannoni Type 3 da 127 mm

Gli Akatsuki disponevano delle stesse armi dei Fubuki. L'artiglieria contava sei nuovi cannoni Type 3 da 127 mm da 50 calibri (L/50). I cannoni erano suddivisi a coppie in tre torrette (o più precisamente in tre affusti completamente chiusi), una disposta a prua e due sovrapposte a poppa: la corazzatura era limitata a 3 mm su tutti lati, utile quindi a proteggere solo da intemperie e schegge. Il cannone Type 3 sparava un proietto pesante 23 chili alla velocità iniziale di 913 m/s, con una gittata massima di oltre 18300 metri; la cadenza di tiro era di un colpo ogni 6-12 secondi. Gli Akatsuki erano stati equipaggiati con le torrette Type B che armavano anche il gruppo II, le quali raggiungevano un alzo massimo di 75° e potevano, dunque, ingaggiare anche bersagli aerei: tuttavia il brandeggio e la velocità d'alzo richiedevano troppo tempo e l'affusto si rivelò inutile in funzione contraerea. Sorsero infine alcuni problemi di dispersione quando i cannoni erano adoperati contro bersagli di superficie. Ciascuna delle tre torrette era servita da un proprio magazzino munizioni sottostante, dove le granate erano preparate e dunque inviate ai serventi mediante un paranco meccanico: ciò permise di velocizzare i tempi di caricamento, meglio proteggere il personale e ottenere un fuoco più sostenuto. Infine le Type B erano impenetrabili ai gas venefici. Ogni magazzino conteneva più o meno 150 proietti con relative cariche di lancio. Ogni torretta integrava sul lato sinistro un proprio telemetro e, negli anni trenta, tutte le unità aggiunsero un telemetro Type 90 da 3 metri in un piccolo ballatoio dietro e sopra la plancia.
Come sui Fubuki era disponibile un massiccio equipaggiamento silurante: nove tubi da 610 mm, organizzati in tre installazioni Type 12 a brandeggio elettrico e sistemate una tra i fumaioli su una pedana rialzata, le restanti due tra il fumaiolo posteriore e la torre d'artiglieria sopraelevata di poppa. Al contrario dei Fubuki, però, gli impianti Type 12 furono dotati sullo scalo di grosse scudature squadrate completamente chiuse. Impiegavano l'ordigno Type 8 da 610 mm sviluppato a partire dal 1919, lungo 8,41 metri, propulso a vapore e con una testata esplosiva di 345 chili, poco meno di un settimo del peso complessivo; poteva essere lanciato alla velocità di 38, 32 o 28 nodi e raggiungere rispettivamente una portata di 9900, 15000 e 20000 metri.. Ciascun tubo aveva inoltre a disposizione una ricarica, per un impressionante totale di diciotto siluri a bordo. A partire dal 1933 iniziò il passaggio al siluro Type 90 sempre da 610 mm, ma più pesante (2605 chili), con una testata di guerra maggiorata (375 chili) e spinto da un motorino a due cilindri alimentato a vapore e cherosene; poteva essere lanciato alla velocità di 46, 42 o 35 nodi e raggiungere rispettivamente una portata di 7000, 9900 e 15000 metri. Il Type 90 fu utilizzato con continuità fino agli ultimi mesi del 1942. I serventi addetti alle bancate di lanciasiluri ricevevano ordini da un'apposita camera di comando e combattimento, sita sopra la plancia principale, e facevano riferimento anche a un telemetro Type 14 da 2 metri, installato su un piedistallo tra i due apparati lanciasiluri di poppavia.
La difesa contraerea non era stata presa in seria considerazione e fu limitata ad appena due mitragliatrici leggere Lewis da 7,7 mm, poste all'altezza del secondo fumaiolo. Per la lotta antisommergibile furono invece aggiunti a poppa due lanciatori di bombe di profondità Type 81, rimpiazzati nella seconda metà degli anni trenta con i più moderni Type 94: ognuno era armato con nove ordigni. Infine erano trasportate fino a diciotto mine.

## Costruzione
La classe Akatsuki fu ordinata in quattro unità, i cui costi furono concentrati nell'anno fiscale 1927 insieme a undici esemplari della classe Fubuki. Gli Akatsuki furono i primi nella Marina imperiale a essere commissionati senza alcun antecedente indicativo numerico, dacché il 1º agosto 1928 erano entrati in vigore nuovi regolamenti che imponevano di attribuire anche al naviglio leggero nomi propri. Le unità furono impostate tra il febbraio e il marzo 1930, varate tra l'ottobre 1931 e il giugno (o il dicembre) 1932 e infine completate tra l'agosto 1932 e il marzo 1933. I cantieri navali di Uraga a Tokyo, Fujinagata a Osaka e gli arsenali della Marina di Sasebo e Maizuru ne fornirono una a testa. Durante il processo costruttivo furono tenuti a mente e applicati criteri atti a contenere al massimo i pesi e larga applicazione ebbe la saldatura: lo Hibiki, anzi, fu il primo cacciatorpediniere nipponico a essere assemblato esclusivamente mediante tale tecnologia.

## Unità
| Nome     | Cantiere           | Impostazione          | Varo                         | Completamento    | Destino finale |
| -------- | ------------------ | --------------------- | ---------------------------- | ---------------- | --- |
| Ikazuchi | Uraga              | 7 marzo 1930          | 22 ottobre 1931              | 15 agosto 1932   | Affondato il 13 aprile 1944 da un sommergibile a sud-sud-ovest di Guam (10°13′N 143°51′E)                            |
| Inazuma  | Fujinagata (Osaka) | 7 marzo 1930          | 25 febbraio 1932             | 15 novembre 1932 | Affondato il 14 maggio 1944 da un sommergibile poco a ovest di Tawi Tawi (5°08′N 119°38′E)                           |
| Akatsuki | Sasebo             | 17 febbraio 1930      | 7 maggio 1932                | 30 novembre 1932 | Affondato il 12 novembre 1942 durante la battaglia navale di Guadalcanal                                             |
| Hibiki   | Maizuru            | 15 o 21 febbraio 1930 | 16 giugno o 22 dicembre 1932 | 31 marzo 1933    | Catturato nell'agosto-settembre 1945, ceduto all'Unione Sovietica il 5 luglio 1947 in conto di riparazione di guerra |

## Modifiche al progetto

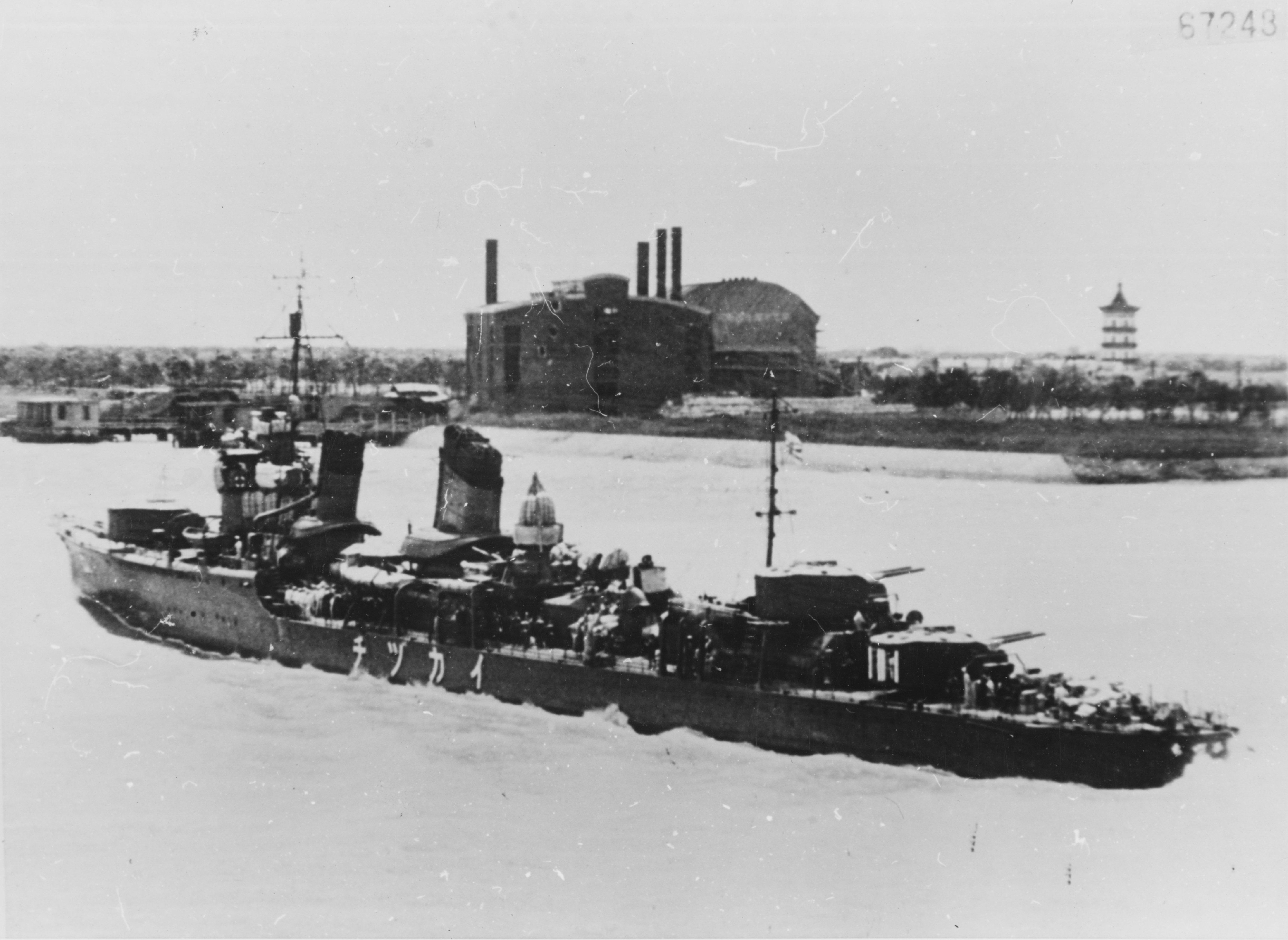
LIkazuchi in azione su un fiume della Cina nel 1938

Gli Akatsuki, come la classe precedente, presentarono sin da subito problemi di equilibrio e stabilità dovuti ai grandi pesi in alto, imputabili inoltre alla torre di comando troppo slanciata e agli scudi dei lanciasiluri. Dopo il tragico incidente della torpediniera Tomozuru, rovesciatasi il 12 marzo 1934 durante una tempesta e poi recuperata, cominciarono indagini che misero in luce alcuni difetti strutturali di molte unità in servizio o in procinto di esserlo; tuttavia gli indizi non furono presi in sufficiente considerazione sino al cosiddetto "incidente della 4ª Flotta": il 26 settembre 1935 decine di navi, riunite appunto nella 4ª Flotta per le annuali esercitazioni combinate, furono sorprese da un violento tifone a est del Giappone. Nessuna affondò, ma furono accusati danni anche molto gravi su quasi tutte le unità e, pertanto, lo stato maggiore generale e l'ufficio tecnico della Marina autorizzarono un vasto programma di correzioni strutturali a un gran numero di progetti, compreso quello degli Akatsuki. La classe fu messa in arsenale durante il 1936: la chiglia fu appesantita e furono aggiunte 40 tonnellate di zavorra; fumaioli e torre di comando furono ridotti di altezza; furono sbarcati sei dei nove siluri di ricarica e solo la bancata centrale mantenne la propria scorta. Anche ogni magazzino per le torrette diminuì i proietti disponibili a 120. Infine fu incrementata la quantità di combustibile a bordo e furono adottate le torrette Type C, già introdotte con la classe Shiratsuyu e sempre armate con i pezzi Type 3 da 127 mm, ma più leggere e con alzo massimo limitato a 55°. Al termine del processo di trasformazione gli Akatsuki avevano aumentato il dislocamento a pieno carico a 2012 tonnellate e la velocità massima era calata a 34 nodi.

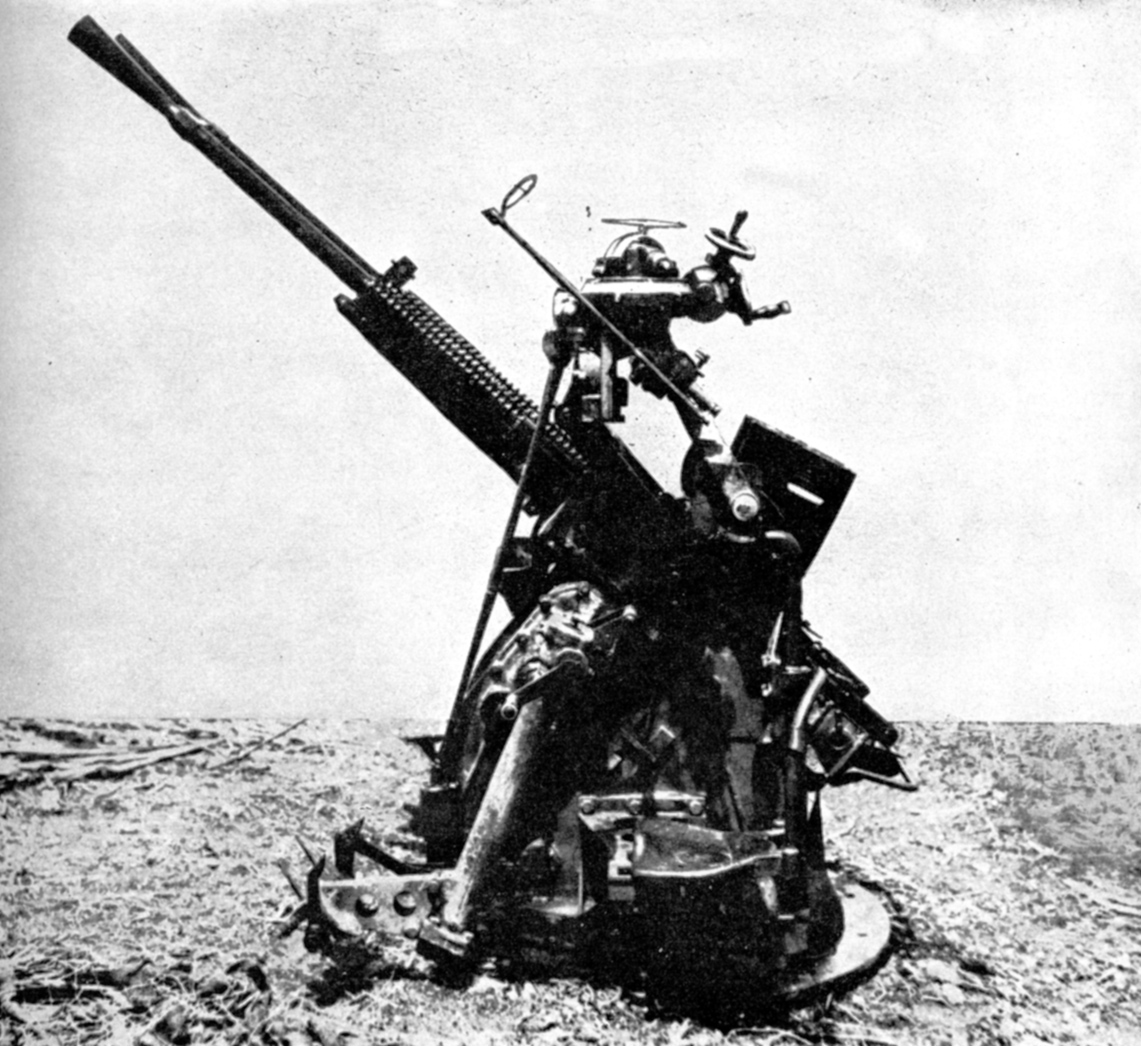
Il cannone Type 96 da 25 mm, qui in configurazione binata: sebbene assai diffuso, le sue prestazioni teoriche erano ostacolate da lento brandeggio e necessità di cambiare di continuo i caricatori

Nel corso della ricostruzione (forse già negli anni appena precedenti) tutti e quattro gli esemplari erano stati privati delle due Lewis da 7,7 mm per fare spazio a due installazioni binate di mitragliatrici pesanti Type 93 da 13,2 mm, site ai lati del fumaiolo posteriore: questa fu la dotazione contraerea con cui parteciparono a gran parte della guerra in Estremo Oriente. Verso la fine del 1943 le navi, tranne l'Akatsuki che era affondato nella battaglia notturna di Guadalcanal del 12-13 novembre 1942, furono equipaggiate con una terza coppia di Type 93 sistemata davanti alla plancia; essa fu rimpiazzata nel gennaio 1944 con un affusto binato per cannoni Type 96 da 25 mm L/60. All'aprile 1944 l'Hibiki e l'Inazuma rimpiazzarono la torre poppiera sopraelevata con i pezzi da 127 mm con due impianti tripli di Type 96, oltre a sbarcare le due coppie di mitragliatrici Type 93; in estate aggiunsero una piattaforma rialzata tra i lanciasiluri poppieri, sulla quale furono sistemati due altre installazioni triple di Type 96. L'Inazuma, poco prima di essere silurato da un sommergibile, fu dotato anche di due cannoni da 25 mm su affusto singolo. L'Hibiki, unico superstite della classe, contava alla fine della guerra ben venti Type 96 in postazioni singole (oltre agli altri pezzi), distribuite ovunque fosse disponibile un campo di tiro libero.
La classe fu dotata di apparati radar nel crogiolo stesso del conflitto. L'Inazuma e l'Hibiki montarono un Type 22 in cima all'albero tripode prodiero, opportunamente rafforzato. Il Type 22 era entrato in servizio alla fine del 1942 e presentava due antenne, più una camera di controllo costruita alla base dell'albero; nato per il combattimento di superficie, aveva un raggio massimo di poco meno di 70 chilometri ed era capace di localizzare bersagli grandi come una nave da battaglia fino a 35 chilometri: tuttavia non era abbastanza accurato per fornire dati sicuri all'artiglieria e si rivelò di utilità limitata contro la minaccia aerea. Solo l'Hibiki sopravvisse abbastanza a lungo da ricevere anche un Type 13 da ricerca aerea, piazzato sull'albero di maestra. Introdotto durante il 1943 e sostanzialmente formato da una lunga antenna "a pioli", era capace di localizzare un aereo solitario entro 58 chilometri circa e una formazione a 100 chilometri circa dalla nave; il suo raggio massimo arrivava a oltre 170 chilometri.
Due fonti affermano che la classe raddoppiò l'equipaggiamento antisommergibile aggiungendo due lanciatori di bombe di profondità, per un totale di trentasei ordigni a bordo. Il periodo indicato è il «1941-1942» o «la parte iniziale della guerra», ma sembra difficile che la modifica sia occorsa così presto: la minaccia dell'arma sottomarina statunitense fu a lungo sottovalutata dai comandi nipponici e solo alla fine del 1943 cominciarono a essere varate contromisure, spesso di limitata efficacia.